# 400
400 (CD) je bilo prestopno leto, ki se je po julijanskem koledarju začelo na nedeljo.

## Dogodki
- začetek japonske pisave.